# Normanton on Trent
Normanton on Trent – wieś w Anglii, w hrabstwie Nottinghamshire, w dystrykcie Bassetlaw. Leży 37 km na północny wschód od miasta Nottingham i 196 km na północ od Londynu. Miejscowość liczy 299 mieszkańców.